# Kralingen-Crooswijk
Kralingen-Crooswijk is een bestuurscommissiegebied en voormalige deelgemeente van Rotterdam. Het stadsdeel telde op 1 januari 2023 55.110 inwoners, het wordt begrensd door de rivier de Rotte in het westen, de A20 in het noorden, de A16 in het oosten en de Nieuwe Maas en de Goudsesingel in het zuiden. Binnen de grenzen van het stadsdeel ligt het grootste bos van Rotterdam, het Kralingse Bos.

## Wijken
Het stadsdeel bestaat uit de volgende wijken:
- Kralingen (west en oost)
- Crooswijk
- Rubroek
- Struisenburg
- De Esch

## Bekende mensen uit het stadsdeel
- Robin van Persie (profvoetballer)
- Bep van Klaveren (profbokser)
- Mounir El Hamdaoui (profvoetballer)
- Saïd Boutahar (profvoetballer)
- Ruud Lubbers (oud-minister-president)
- Saskia Stuiveling (oud-president van de Algemene Rekenkamer)

## Vervoer
- Gerdesiaweg (metrostation)
- Voorschoterlaan (metrostation)
- Kralingse Zoom (metrostation)

## Bestuur
De zetelverdeling in de deelraad resp. de gebiedscommissie Kralingen-Crooswijk vanaf 2006 is als volgt:
| Partij | Deelraad | Deelraad | Commissie |
| Partij | 2006     | 2010     | 2014      |
| ------ | -------- | -------- | --------- |
| PvdA   | 8        | 6        | 3         |
| LR     | 4        | 4        | 3         |
| VVD    | 3        | 4        | 3         |
| D66    | 1        | 3        | 2         |
| SP     | -        | -        | 2         |
| GL     | 1        | 1        | 1         |
| CDA    | 1        | 1        | 1         |
| LKC    | 1        | -        | -         |
| Totaal | 19       | 19       | 15        |

De onderstreepte getallen vormen de hieruit onderhandelde bestuursmeerderheid.